# Henry Knighton
Henry Knighton (mort vers 1396) est un chroniqueur et chanoine augustinien ayant vécu à l'abbaye de Leicester (en) dans la deuxième moitié du XIVe siècle. Il est principalement connu pour sa chronique (en) en prose rédigée en latin et racontant l'histoire de l'Angleterre de 959 à 1366.

## Biographie
Peu de choses sont connues de la vie de Knighton en dehors de ce qu'il dit lui-même dans sa chronique. Son nom pourrait venir du manoir de Knighton (en), appartenant à l'abbaye de Leicester (en). Il intègre l'abbaye avant 1363, puisqu'il est présent cette année lors d'une visite du roi Edouard III. Sa présence est de nouveau attestée dans les années 1370 et en 1389. Il n'est toutefois plus actif après 1396, peut-être en raison d'une cécité qui se serait développée progressivement. 
Knighton rédige sa chronique à partir de 1379 à partir de sources tirées de sa proximité avec les ducs de Lancastre, mais la laisse inachevée à sa mort, qui interromps le récit à l'année 1386. Dans ses premiers chapitres, Henry Knighton mentionne son nom (« Henricus Cnitthon ») à la manière de son modèle Ranulf Higdon. La première partie du texte est d'ailleurs une compilation puisant largement dans le Polychronicon de Higdon. Il semble que Knighton ait eu pour projet initial de faire le récit de son époque, en commençant peu après la mort de l'abbé Clowne de Leicester en 1378, puis qu'il ait décidé d'en faire une histoire générale depuis la conquête normande. À cette fin, il mélangea le septième livre du Polychronicon de Higdon et la chronique du début du XIVe siècle de Walter de Guisborough, qui le conduisit jusqu'en 1340. Il se lance ensuite dans sa propre composition, à partir du début de la guerre de Cent Ans en 1337. Au cours des années 1380, il s'attelle à deux travaux distincts, l'un portant sur l'histoire du règne de Richard II, l'autre sur l'histoire de la guerre de Cent Ans. Sa mort l'empêcha toutefois de joindre les deux récits, ce qui laissa un trou entre 1372 et 1376 dans sa chronique.
Henry Knighton est une source importante pour le portrait qu'il fait du réformateur religieux John Wyclif et de la période marquée par la montée des Lollards. Il adopte aussi un point de vue original envers Jean de Gand, généralement impopulaire, mais que Knighton valorise beaucoup. Le chroniqueur fait preuve d'un intérêt avisé pour les affaires économiques : les salaires, les prix et l'approvisionnement par exemple. Peut-être avait-il une expérience de ces sujets au sein de sa communauté ecclésiastique.